# Power (canción de Ellie Goulding)
«Power» es una canción de la cantante británica Ellie Goulding, lanzada como el segundo sencillo del cuarto álbum de estudio de Goulding, Brightest Blue, a través de Polydor Records el 21 de mayo de 2020. Fue escrita por Goulding, Digital Farm Animals, Lucy Taylor, Jack Tarrant, David Paich y sus productores Jonny Coffer y Jamie Scott.

## Antecedentes y lanzamiento
El 19 de mayo, Goulding publicó un video en las redes sociales con una cita «¿Te estás quedando sin poder?». El video muestra una interfaz de teléfono celular. Al día siguiente, ella anunció el título de la canción y la fecha de lanzamiento; su portada también fue publicada ese día.
«Power se trata de las relaciones en el siglo XXI, cómo ahora pueden ser dictadas por las redes sociales, la superficialidad y las cosas materiales. La chica de la canción está desilusionada por el amor y la gente cruel, guapa y obsesiva con la que termina terminando».

## Vídeo musical
El video musical de «Power», dirigido por Imogen Snell y Riccardo Castano, fue lanzado el 21 de mayo de 2020. Goulding estrenó el video que acompañaba la canción desde su casa mientras estaba encerrada en Londres, que la presenta vestida con varios trajes. en pantalla dividida, tomas completas y selfies.

## Posicionamiento en listas
| Listas (2020)                     | Mejor posición |
| --------------------------------- | -------------- |
| Bélgica (Ultratop 50) Wallonia    | 43             |
| Escocia (Official Charts Company) | 52             |
| Nueva Zelanda Hot Singles (RMNZ)  | 31             |
| Polonia (Polish Airplay Top 100)  | 56             |
| Reino Unido (UK Singles Chart)    | 86             |

## Historial de lanzamiento
| País   | Fecha                  | Formato                     | Discográfica    | Ref           |
| ------ | ---------------------- | --------------------------- | --------------- | ------------- |
| Varios | 21 de mayo deo de 2020 | Descarga digital, Streaming | Polydor Records | [ 13 ] [ 14 ] |